# فانی السلر
فانی السلر (انگلیسی: Fanny Elssler; ۲۳ ژوئن ۱۸۱۰ – ۲۷ نوامبر ۱۸۸۴) رقصندهٔ برجستهٔ باله اهل اتریش بود که به خاطر سبک احساسی و نمایشی خود در رقص‌های رمانتیک قرن نوزدهم شهرت داشت. او یکی از ستارگان بزرگ باله در اروپا و آمریکا بود و با اجراهای خیره‌کننده‌اش تأثیری ماندگار در دنیای رقص گذاشت.

## زندگی و تحصیلات
فانی السلر در وین، اتریش متولد شد و به همراه خواهرش، تِرِزا السلر، آموزش رقص را از سنین کودکی آغاز کرد. او تحت تعلیم اساتید برجسته‌ای مانند ژان-پیر آور قرار گرفت و خیلی زود به عنوان یک استعداد درخشان در دنیای باله شناخته شد.

## دوران حرفه‌ای
السیر اولین اجراهای خود را در وین آغاز کرد، اما شهرت واقعی او زمانی رقم خورد که به پاریس رفت و در تالار اپرای پاریس به اجرا پرداخت. در آنجا، او به سرعت به یکی از برجسته‌ترین رقصندگان باله رمانتیک تبدیل شد و توانست رقیب سرسخت ماریا تاگلیونی، دیگر ستارهٔ مشهور باله آن دوران، باشد.
یکی از اجراهای نمادین او، رقص اسپانیایی «لا کاچوچا» بود که به دلیل حرکات پرانرژی و احساسی‌اش مورد تحسین فراوان قرار گرفت. سبک او در مقابل سبک اثیری و رؤیایی تاگلیونی، احساسی، پرشور و زمینی توصیف می‌شد.
در دههٔ ۱۸۴۰، او به ایالات متحده آمریکا سفر کرد و به عنوان اولین باله‌دان اروپایی که در این کشور به اجرای برنامه پرداخت، تاریخ‌ساز شد. اجراهای او در نیویورک، فیلادلفیا و بوستون با استقبال بی‌نظیری روبه‌رو شد و محبوبیت فوق‌العاده‌ای در آمریکا به دست آورد.

## افتخارات و تأثیرات
السیر در دوران حرفه‌ای خود به عنوان یکی از پیشگامان رقص نمایشی شناخته شد و تأثیر زیادی بر باله رمانتیک گذاشت. او در تئاترهای مهم اروپا از جمله لندن، برلین و سن‌پترزبورگ به اجرا پرداخت و یکی از تأثیرگذارترین رقصندگان قرن نوزدهم محسوب می‌شود.

## زندگی شخصی و بازنشستگی
پس از سال‌ها اجرا در صحنه‌های بین‌المللی، السلر در سال ۱۸۵۱ از دنیای رقص کناره‌گیری کرد و به وین بازگشت. او باقی عمر خود را در آرامش سپری کرد و در سال ۱۸۸۴ درگذشت.

## میراث
فانی السلر همچنان یکی از بزرگ‌ترین نام‌های تاریخ باله محسوب می‌شود. سبک نمایشی و پرشور او الهام‌بخش نسل‌های بعدی از رقصندگان بود و نام او در تاریخ باله به عنوان یکی از نوآوران این هنر ثبت شده است.